# Henry I Clément
Henri I Clément, signore di Mez e d'Argentan (1170 – Angers, agosto 1214), è stato un militare francese, maresciallo di Francia dal 1204.

## Biografia
Era il fratello minore di Albéric, alla cui morte ereditò la signoria sul castello di Mez, nei pressi di Gastins, e padre di Jean, anch'egli maresciallo di Francia nel 1225.
Di bassa statura, venne soprannominato Le petit Maréchal.
Diventò nel 1204 barone d'Argentan, baronia normanna che Filippo II Augusto gli riservò per compensarlo dei successi militari ottenuti in Angiò.
Portò aiuto a Guillaume, siniscalco di Angers, nell'intraprendere la conquista dell'Aquitania. Nel 1208, sconfisse i signori di Mauléon e di Mortemer che saccheggiavano i villaggi del Poitou, sottomesso a Filippo Augusto; dopo la loro sconfitta e cattura Poitiers  si arrese. Cedettero le armi anche Loudun, Niort, Fontenay-le-Comte, Melle, e tutte le città del Poitou e del Saintonge.
Nel 1211, quando Filippo Augusto decise di invadere l'Inghilterra, Clément ricevette l'incarico di reperire il naviglio necessario. Nel 1213 gli fu demandata l'educazione militare di Luigi, futuro Luigi VII di Francia.
Il 2 luglio 1214 sconfisse Giovanni d'Inghilterra alla battaglia di la Roche-aux-Moines, nei pressi di Savennières. Ferito, rientrò ad Angers, dove morì tempo dopo.
Contrariamente a quanto indicato da alcune fonti, non combatté alla battaglia di Bouvines, perché è riportato che un messaggero gli comunicò la notizia della vittoria.
Fu sepolto al monastero di Turpenay (Selles-sur-Cher), nonostante avesse ordinato di essere deposto accanto ai suoi predecessori all'abbazia di Cercanceaux, a Souppes-sur-Loing.
Fu con Henri I Clément che si operò la distinzione ufficiale fra le cariche di siniscalco, conestabile e maresciallo di Francia, rendendoli incarichi militari.